# Rivière de la Somme
Pour les articles homonymes, voir Somme.
La rivière de la Somme est un cours d'eau coulant dans les municipalités de Saint-Gabriel-de-Valcartier et Shannon, dans la municipalité régionale de comté (MRC) La Jacques-Cartier, dans la région administrative de la Capitale-Nationale, dans la province de Québec, au Canada.
Située en milieu forestier, cette rivière fait partie du territoire de la station touristique Duchesnay. La foresterie a été l'activité économique dominante de ce secteur dès le XVIIIe siècle. Au XIXe siècle les activités récréo-touristiques ont été mises en valeur.
La rivière est généralement gelée de novembre à avril ; néanmoins, la période de circulation sécuritaire sur la glace est habituellement de la mi-décembre à la fin mars. Le niveau de l'eau de la rivière varie selon les saisons et les précipitations.

## Géographie
La "rivière de la Somme" tire sa source du lac Noir (environ 166 m de diamètre ; altitude : 479 m) dans la municipalité de Saint-Gabriel-de-Valcartier. Ce lac se déverse par le sud-est, dans une décharge coulant vers le sud sur 312 m, jusqu'au lac Martin (longueur d'environ 400 m ; altitude : 347 m), lequel est entourné d'une zone marécageuse à l'ouest et au nord. Sa décharge de 0,65 km coule vers le sud, jusqu'au lac Grande Ligne (long de 417 m ; altitude : 295 m) que le courant traverse sur 188 m.
La décharge de ce dernier coule sur 1,1 km en zone marécageuse, d'abord sur 0,65 km vers l'ouest, puis vers le sud-ouest jusqu'à la décharge (longue de 0,65 km) du lac Biferno (situé dans Saint-Raymond-de-Portneuf), venant de l'ouest. Puis la rivière coule sur 4,2 km vers le sud dans Shannon ; puis vers l'est, jusqu'à un ruisseau venant du nord, soit de Saint-Gabriel-de-Valcartier. La rivière continue vers le sud sur 1,9 km dans Shannon en traversant une zone marécageuse, jusqu'à la décharge des lacs : "à la voile", "étang long", Try, "à l'Île" et Ravenna.
Puis la rivière continue vers le sud sur 0,73 km jusqu'à son embouchure (altitude : 167 m) qui se déverse dans la rivière aux Pins ; cette embouchure est située à 1,6 km au nord du sommet du Mont Sorrel. Cette dernière rivière se déverse dans le lac Saint-Joseph.

## Toponymie
Ce toponyme québécois tire son origine du fleuve la Somme qui coule dans le Nord-Ouest de la France en région Hauts-de-France. Ce fleuve français traverse les deux départements de l'Aisne et de la Somme. Ce fleuve donne son nom au département de la Somme.
Le toponyme québécois rivière de la Somme est lié au toponyme québécois Mont Sorrel qui évoque une montagne près d'Ypres, en Belgique, où est survenue dans le saillant d'Ypres une bataille de la Première Guerre mondiale entre trois divisions de la 2e Armée britannique et trois divisions de la IVe Armée allemande, du 2 juin au 14 juin 1916.
Le toponyme "rivière de la Somme" a été officialisé le 22 janvier 1974 à la Banque des noms de lieux de la Commission de toponymie du Québec.